# Józef Pułaski
Józef Pułaski (Lublino, 1704 – Costantinopoli, 1769) è stato un giurista polacco.
Starosta di Warka e deputato del Sejm, fu tra i fondatori della Confederazione di Bar. Suo figlio fu il celebre patriota polacco Kazimierz Pułaski.